# Éva Henger
Éva Henger, née le 2 novembre 1972 à Győr (Hongrie), est une actrice, chanteuse, présentatrice de télévision et ancienne actrice pornographique hungaro-italienne.

## Biographie
Elle remporte le titre de Miss Teen Hungary en 1989 et Miss Alpe Adria 1990. En 1990 elle part en Italie est devient la compagne du producteur de films pornographiques Riccardo Schicchi, avec lequel elle se marie et a deux filles.
Après s'être produite dans des clubs de strip-tease en Italie, elle tourne en 1993 son premier film pornographique, sous la direction de Rocco Siffredi. Sa carrière d'actrice X se poursuit jusqu'en 2001.
Populaire en Italie, où elle anime un talkshow sur la chaîne de télévision publique Rai Uno, et a un rôle secondaire dans le film Gangs of New York.

## Filmographie
- Scacco alla regina (2001)
- A Song for Eurotrash (1998)
- Peccati di gola (1997)
- Mistero del Convento (1993)

## Filmographie traditionnelle
- Fantozzi - Il ritorno, réalisé par Neri Parenti (1996)
- Il fantasma, réalisé par Joe D'Amato (1998)
- Un mostro di nome Lila, réalisé par Enrico Bernard (1999)
- I sogni proibiti di Lila, réalisé par Enrico Bernard (1999)
- Il gioco dei sensi, réalisé par Enrico Bernard (2001)
- E adesso sesso, réalisé par Carlo Vanzina (2001)
- Gangs of New York, réalisé par Martin Scorsese (2002)
- Tutti all'attacco, réalisé par Lorenzo Vignolo (2005)
- AD Project, réalisé par Eros Puglielli (2006)
- Parentesi tonde, réalisé par Michele Lunella (2006)
- La natura di Lila, réalisé par Enrico Bernard (2006)
- Nemici per la pelle, réalisé par Rossella Drudi (2006)
- Bastardi, réalisé par Federico Del Zoppo et Andres Alce Meldonado (2008)
- Torno a vivere da solo, réalisé par Jerry Calà (2008)
- Guardando le stelle, réalisé par Stefano Calvagna (2008)
- Fallo per papà, réalisé par Ciro Ceruti et Ciro Villano (2012)

## Télévision
- Ciao Darwin (Canale 5, 2000, 2010)
- Stracult (Rai 2, 2001, 2003)
- Convenscion (Rai 2, 2001-2002)
- Libero (Rai 2, 2003)
- Tv Zone (Rai 2, 2003)
- Cocktail d'amore (Rai 2, 2003)
- La fattoria 2 (Canale 5, 2005)
- Paperissima Sprint (Canale 5, 2005)
- Saturday Night Live from Milano (Italia 1, 2006-2008)
- Azzardo (Italia 1, 2007)
- Lucignolo (Italia 1, 2007)
- Mattino Cinque (Canale 5, 2009-2011)
- Pomeriggio Cinque (Canale 5, depuis 2009)
- Domenica Cinque (Canale 5, 2009-2012)
- Top Secret (Rete 4, 2011)
- Pescati dalla rete (Vero TV, 2012- 2013)
- Domenica Live (Canale 5, depuis 2012)
- L'isola dei famosi 13 (Canale 5, 2018)